# Cour-et-Buis
Cour-et-Buis is een gemeente in het Franse departement Isère (regio Auvergne-Rhône-Alpes). De plaats maakt deel uit van het arrondissement Vienne. Cour-et-Buis telde op 1 januari 2022 926 inwoners.

## Geografie
De oppervlakte van Cour-et-Buis bedroeg op 1 januari 2022 13,73 vierkante kilometer; de bevolkingsdichtheid was toen 67,4 inwoners per km².

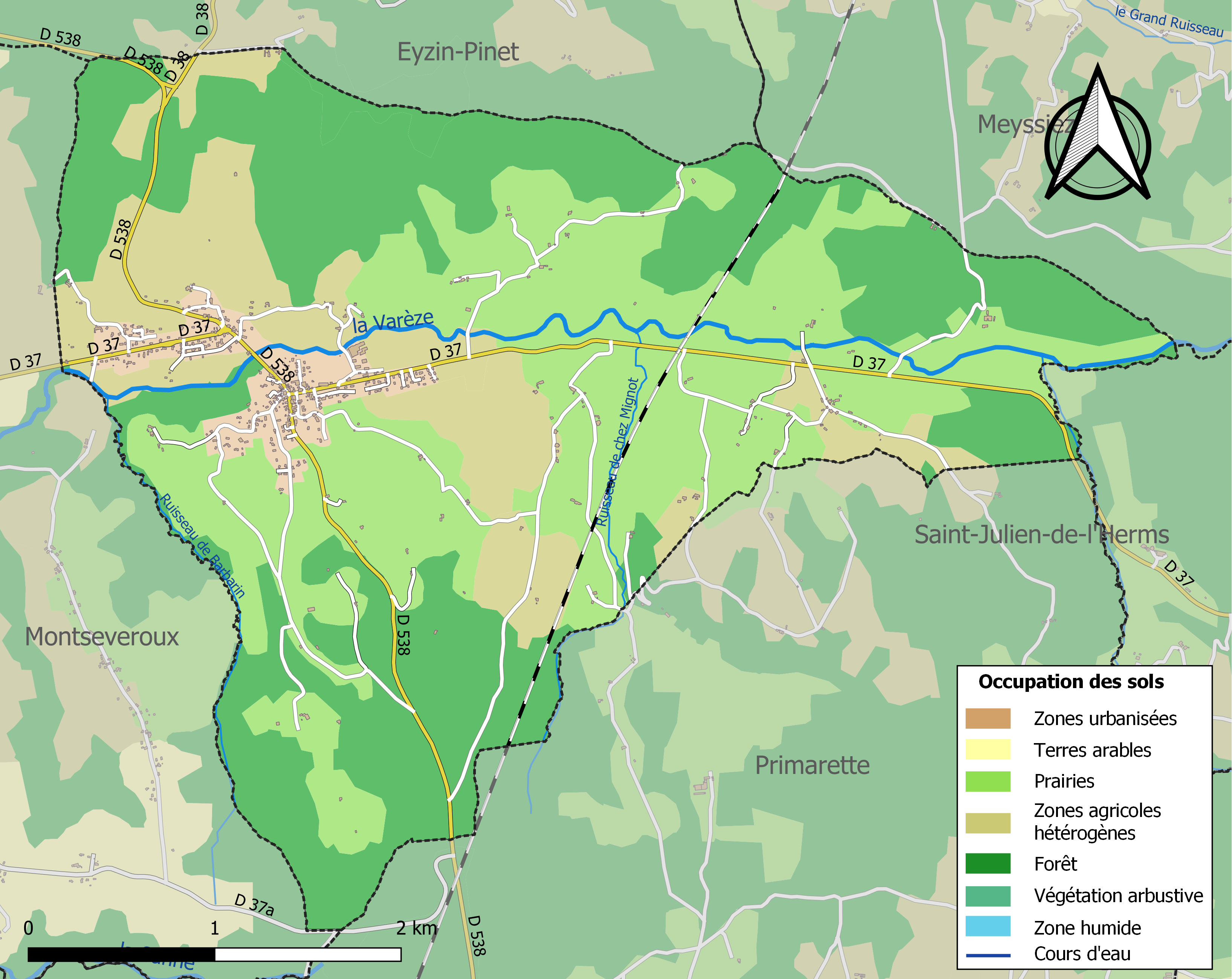
Kaart van de gemeente met de belangrijkste infrastructuur, bodemgebruik en omliggende gemeenten

## Demografie
Onderstaande figuur toont het verloop van het inwonertal (bron: INSEE-tellingen).